# Boite DC-7
Boite DC-7 és el nom que va rebre l'avió Douglas DC-7C, 45127 construït el 1956, que durant la dècada de 1980 va ser utilitzat com a discoteca anomenada Boite DC-7 a la localitat valenciana del Puig.

## Història
L'avió, amb matrícula XA-LOB, el va comprar en primer moment, juntament amb tres avions iguals, la companyia Mexicana de Aviación. El 23 de juny del 1969 va patir danys a l'aeroport de Bristol, i el van portar a Madrid pel desballestament.
El 1977 Juan Guerrero Moles el va comprar i el va portar a la platja valenciana de El Puig, on el va convertir en sala de festes i en la discoteca Boite DC-7. Entre altres artistes hi va cantar Bruno Lomas. Hi cabien 70 persones i tenia aire condicionat. El 1984 va deixar de funcionar com una discoteca. Posteriorment va passar per diverses funcions de pub, bordell, club gay i restaurant fins que el 1993 es va abandonar.